# غوبكين
غوبكين (بالروسية: Губкин) هي إحدى مدن روسيا في الكيان الفدرالي الروسي بيلغورود أوبلاست.